# 楊希聖
楊希聖（1574年—1603年），字恒初，號我凡，浙江衢州府西安县人，明朝政治人物。

## 生平
萬曆十九年（1591年）辛卯科浙江鄉試舉人，二十六年（1598年）戊戌科進士。初选庶吉士，二十八年七月授翰林院编修，攻苦茹淡，饭止脱粟，衣皆布素，奉差道经武林，织匠以千金求嘱，怒而却之。萬曆三十一年卒。